# RCA Talent
La RCA Talent è stata un'etichetta discografica della RCA Italiana attiva dal 1968 al 1970.

## Storia
La RCA Talent, appartenente alla RCA Italiana ed attiva nella fine degli anni sessanta, con una parentesi a cavallo tra gli anni ottanta e novanta dopo l'acquisizione da parte della BMG, ebbe come scopo, alla stessa stregua della label "cugina" Arc, di lanciare alcuni nuovi artisti dal potenziale talento (da qui il suo nome), tra i quali spiccò senza dubbio Nada, soprannominata "Il pulcino di Gabbro".
Alcuni altri interpreti da ricordare furono il genovese di origini calabresi Ugolino che con la sua Ma che bella giornata diede una ventata di anticonformismo alla musica italiana, Luciana Turina, già conosciuta per la sua presenza al Festival di Sanremo 1966 con Dipendesse da me nella scuderia CGD, Claudio Mattone, che sarebbe poi diventato un importante autore di colonne sonore, brani e musical, e Memmo Foresi, ben prima di collaborare con Fiorella Mannoia, Annamaria Baratta (poi diventata Suan), che presenta un brano (Stanotte sognerò) diventato sigla della trasmissione TV Vengo anch'io, andata in onda nell'estate del 1968.
Nel 1988, invece, l'etichetta torna con l'intento di rilanciare Tiziana Rivale, vincitrice cinque anni prima al Festival di Sanremo, pubblicando il concept-album "Destiny".
La produzione della RCA Talent si limita a soli trentuno dischi a 45 giri, il cui numero di catalogo era preceduto dalle lettere TL.

## Dischi
La datazione qui riportata si basa sull'etichetta del disco o sulla copertina; qualora nessuno di questi elementi abbia una datazione, è basata sulla numerazione del catalogo; talora è, infine, basata sul codice della matrice di stampa. Se esistenti, sono riportati, oltre all'anno, il mese e il giorno (quest'ultimo dato si trova, a volte, stampato sul vinile). 
Molti dischi della RCA Italiana (la quasi totalità sino alla fine degli anni sessanta) non hanno riferimenti rispetto alla data di pubblicazione. Si può risalire all'anno di emissione in base al codice della matrice, sempre stampato sull'etichetta.
Segue la tabella di conversione codice matrice per i 45 giri relativi alla RCA Talent:
| Numero di matrice | Anno di prima stampa |
| ----------------- | -------------------- |
| TKAW              | 1968                 |
| UKAW              | 1969                 |
| ZKAW              | 1970                 |

### LP
| Numero di catalogo | Anno | Interprete          | Titolo Album                   |
| ------------------ | ---- | ------------------- | ------------------------------ |
| TSL 10444          | 1969 | Nada                | Nada                           |
| TSL 10448          | 1969 | Maurizio De Angelis | Una chitarra di successi       |
| ZL 71916           | 1988 | Massimo Altomare    | Il grande ritmo dei treni neri |
| ZL 71866           | 1988 | Tiziana Rivale      | Destiny                        |
| ZL74716            | 1990 | Massimo Altomare    | Un'ora di libertà              |

### 45 giri
| Numero di catalogo | Anno | Interprete              | Titoli                                       |
| ------------------ | ---- | ----------------------- | -------------------------------------------- |
| TL1                | 1968 | Luciana Turina          | Imogene/Notte senza fine                     |
| TL2                | 1968 | Hugu Tugu               | Se c'è chi t'ama/Fino a ieri                 |
| TL3                | 1968 | Giulio Daldi            | Adoro/Fai un po' quello che vuoi             |
| TL4                | 1968 | Alfonso                 | Valleri/ Da quanto tempo sono qui            |
| TL5                | 1968 | I Chewing Gum           | Senti questa chitarra/Tu sei al buio         |
| TL6                | 1968 | Angelique San           | La tua Ninì / Il mondo m'insegnò             |
| TL7                | 1968 | Anna Maria Berardinelli | Ciao Nicolò/ Quando guardo i tuoi occhi      |
| TL8                | 1968 | Talent Sound            | Frin Frin Frin/ L'amore è blu                |
| TL9                | 1968 | Claudio Mattone         | E' sera/Gianni, 3 agosto '39                 |
| TL10               | 1968 | Ugolino                 | Ma che bella giornata/Gianni il barista      |
| TL11               | 1968 | Annamaria Baratta       | Stanotte sognerò/ E stringo il vento         |
| TL12               | 1968 | Umberto                 | Cade la pioggia/Chiudo gli occhi             |
| TL13               | 1968 | Giorgio Bertolani       | Non è più vivere/Solamente Lei               |
| TL14               | 1968 | Tony Raico              | In due/Io ti avrò                            |
| TL15               | 1968 | Anna Maria Berardinelli | Non lo sai/Vivi con il mondo                 |
| TL16               | 1968 | Riccardo Conte          | So di una donna/Due come noi                 |
| TL17               | 1968 | Memmo Foresi            | Così ti amo/Addormentarmi così               |
| TL18               | 1969 | Nada                    | Les Bicyclettes de Belsize/Per te per me     |
| TL19               | 1969 | Nada                    | Ma che freddo fa/Una rondine bianca          |
| TL20               | 1969 | Tony Raico              | Eloise/Fortuna per me fortuna per me         |
| TL21               | 1969 | Carmen Scerry           | Brucia ragazzo brucia/Inevitabilmente        |
| TL22               | 1969 | Nada                    | Biancaneve/Cuore Stanco                      |
| TL23               | 1969 | Franco Guidi            | Dai Benedetto/Amico mio riposati             |
| TL24               | 1969 | Hugu Tugu               | Chimmè Chimmà/Il nido                        |
| TL25               | 1969 | Mimma                   | Goodbye/Senza lui                            |
| TL26               | 1969 | Nada                    | Che male fa la gelosia/Ritornerà vicino a me |
| TL27               | 1969 | Hugu Tugu               | Mattino di velluto/Il colore dell'amore      |
| TL28               | 1969 | Nada                    | L'Anello/Innamorata di te                    |
| TL29               | 1969 | Valeria Mongardini      | Asciuga asciuga/Se sapessi mio caro          |
| TL30               | 1970 | Nada                    | Pà diglielo a mà/La fotografia               |
| TL31               | 1970 | Valeria Mongardini      | Ahi ahi ragazzo/ Sei come il vento           |
| ZB 42951           | 1989 | Casafontana             | Oh mama'/Oh mama' (strumentale)              |